# Francis Leroy
Francis Leroy, né le 24 décembre 1940 à Laon, est un criminel français, surnommé le « tueur de la pleine lune » et le « fou de Bergerac ».

## Biographie
Francis Leroy naît le 24 décembre 1940 à Laon. Lors de sa naissance, son père est absent, étant prisonnier en Allemagne. Lorsque celui-ci est libéré, en 1945, la mère de Leroy ne lui laisse aucune place pour élever ce fils qu'il ne connaît pas. Leroy est couvé à l'extrême par sa mère : à l'école, s'il a besoin d'aller aux toilettes, il doit se rendre jusqu'à son domicile pour ne pas avoir à fréquenter celles de l'école,.
En 1956, à 15 ans, Leroy commence à faire l'école buissonnière et à commettre des vols, pour lesquels il n'est pas inquiété. 
Il commence ses études, en septembre 1959, à l'École Régionale d’Agriculture de Saintes. Décrit comme « beau garçon », il collectionne les relations amoureuses, étouffées par sa mère qui juge ces filles incorrectes,.

### Première série de crimes
Le 29 juin 1961, il viole et tue Christiane Judet, à Saintes, au cours d'une nuit de pleine lune. Son corps est retrouvé le lendemain, dans un bois de la ville. En raison des circonstances dans lesquelles le meurtre s'est produit, la presse surnomme le tueur l'« assassin de la pleine lune ». Le 11 février 1962, Leroy s'introduit chez une femme et lui vole son transistor. Dans la nuit du 24 mars 1962, Leroy tente d'étrangler une jeune femme, mais l'attaque est interrompue par l'intervention de son compagnon. Leroy prend la fuite, mais laisse tomber des confettis. Les gendarmes font le lien avec l'École d'agriculture de Saintes, qui organisait un bal le veille des faits. Deux jours plus tard, en fouillant dans les casiers des élèves, ils retrouvent le transistor dans celui de Leroy. Âgé de 21 ans, l'étudiant reconnaît les faits. Il est inculpé de meurtre, de tentative de meurtre, de viol et de vol, puis incarcéré à la Maison d'arrêt de Saintes,.
Parmi l'entourage de Leroy, personne ne croit à son implication dans ces faits. Soutenu par sa famille, Leroy se rétracte de ses aveux,.
En juin 1964, Leroy comparaît devant la Cour d'assises de Saintes. Soutenu par sa mère et ses proches, il maintient son innocence. La foule assistant au procès est très hostile à Leroy et réclame qu'il soit exécuté. La Cour le condamne à 20 ans de réclusion criminelle, lui accordant des circonstances atténuantes,,.

### Libération et seconde série de crimes
Libéré en 1973, il s'installe dans le haras de ses parents, à Bourdeilles. Il élève des chevaux  au domaine du Naudounet et est accepté dans toute la région. On l'apprécie, même. Les relations qu'il entretient avec sa mère sont très ambigües car celle-ci s'avère castratrice et à l'affût de ses faits et gestes,.
Entre décembre 1978 et janvier 1984, une série de prises d'otages, deux viols et un meurtre son commis dans les alentours de Bergerac. L'auteur est ainsi surnommé le « fou de Bergerac », du fait de son comportement irrationnel et de son odeur de sous-bois.Après une violente prise d'otages, le 23 août 1983, contre l'Amiral Jacques Bodhuin, Leroy finit par tuer Jacques Royère, au cours de sa dernière prise d'otages, le 24 janvier 1984. À la suite de quoi, un rapprochement est fait avec la pleine lune car la majorité des faits ont été commis durant cette période. Un voisin du haras, travaillant à la police judiciaire, fait le lien avec Leroy, 43 ans, en raison de sa condamnation passée pour des crimes commis lors de nuits de pleine lune. Le 30 janvier 1984, les gendarmes arrêtent Leroy, en compagnie de sa compagne. Dans ses affaires, sont retrouvées des pièces d'identités de victimes du « fou de Bergerac ». Leroy reconnaît les faits, mais nie toute intention de meurtre concernant Royère. Il est inculpé de meurtre, de tentative de meurtre, de séquestrations, de viol et de vol, puis placé en détention provisoire. Une foule importante assiste à cette inculpation et hue Leroy de toutes ses forces.
En juin 1989, Leroy est condamné à la réclusion criminelle à perpétuité assortie d'une période de sûreté de 20 ans, par la Cour d'assises de Perigueux,,,.

### Libération
Libéré en 2005, après 21 ans de détention, Leroy déménage dans l'Est de la France. Il témoignera dans l'émission Faites entrer l'accusé, en 2010, en justifiant les raisons de sa vie criminelle,,.

## Documentaires télévisés
- « Francis Leroy, Le tueur de la pleine lune » le 7 novembre 2010 dans Faites entrer l'accusé présenté par Christophe Hondelatte sur France 2.
- « Affaire Francis Leroy, le tueur de la pleine lune », le 14 décembre 2024 dans Au bout de l'enquête, la fin du crime parfait ? sur France 2.